# Casalanguida
Casalanguida – miejscowość i gmina we Włoszech, w regionie Abruzja, w prowincji Chieti.
Według danych na rok 2004 gminę zamieszkiwało 1096 osób, 84,3 os./km².